# 长穗三毛草
长穗三毛草（学名：Trisetum clarkei），为禾本科三毛草属下的一个植物种。